# Majmaa Tolba
Majmaa Tolba (franska: Majmaa Tolba (CR), Majmaa Tolba (Commune Rurale), arabiska: ملك الويدان) är en kommun i Marocko.   Den ligger i provinsen Khémisset och regionen Rabat-Salé-Kénitra, i den nordöstra delen av landet, 80 km öster om huvudstaden Rabat. Antalet invånare är 16 698.